# Paraonidae
Paraonidae – rodzina wieloszczetów z infragromady Scolecida i rzędu Orbiniida.

## Taksonomia
Rodzina opisana została w 1909 roku Giovanniego Battistę Cerrutiego.

## Opis
Ciało długie i smukłe z bocznymi parapodiami. Prostomium z pojedynczym czułkiem lub czułków brak. Skrzela (branchiae) u wielu gatunków obecne w ograniczonej liczbie na środkowych segmentach uszczecinionych. Wszystkie szczecinki proste, włączając kapilarne i inne, zazwyczaj zaskrzelowe, haczyki i inne zmodyfikowane formy.

## Systematyka
Zalicza się tu 8 rodzajów:
- Aparaonis Hartman, 1965
- Aricidea Webster, 1879
- Cirrophorus Ehlers, 1908
- Levinsenia Mesnil, 1897
- Paradoneis Hartman, 1965
- Paraonides Cerruti, 1909
- Paraonis Cerruti, 1909
- Sabidius Strelzov, 1973